# 落合モトキ
落合 モトキ（おちあい モトキ、1990年7月11日 - ）は、日本の俳優である。本名および旧芸名は落合 扶樹（読み方同じ）。東京都出身。イトーカンパニー所属。身長177cm。

## 略歴
4歳の頃にスカウトされ、1996年からファイブ☆エイトに所属し子役として芸能界デビュー。『やっぱりさんま大先生』レギュラー出演ほか、数多くのテレビドラマ・映画に出演した。
2002年よりスマイルモンキーに所属。中学生時代に出演したテレビドラマ『4TEEN』を機に、俳優を続けていく意志を固める。2007年にブレイブに移籍。
2010年夏頃、イトーカンパニーに移籍。芸名の表記を本名の「扶樹」から「モトキ」に改めた。同年8月から2011年8月までの約1年間、NAKED BOYZのメンバーとしても活動した。

## 人物
趣味はバスケットボール、ギター、音楽鑑賞、邦画鑑賞。
好きなアーティストは吉井和哉、KREVA、椎名林檎、RADWIMPS、ニルヴァーナ。憧れの人物はオダギリジョー、エリオット・ペイジ。

## 出演

### テレビドラマ
- 警視庁鑑識班3（1997年、日本テレビ）
- のんちゃんのり弁2（1998年、CBCテレビ）
- 捜査検事・右近誠の殺人調書（2000年、テレビ朝日） - 畑中正太郎 役
- 涙をふいて（2000年、フジテレビ） - 高橋 役
- ウルトラマンコスモス（2001年、毎日放送） - 野田浩太 役
- ほたるのゆき（2001年、フジテレビ） - 渡瀬健太 役
- 初体験（2002年、フジテレビ） - 房野拓海（幼少時代） 役
- 金田一少年の事件簿 第3シリーズ 第3話（2001年、日本テレビ） - 金田一一（幼少時代） 役
- 新・愛の嵐（2002年、東海テレビ） - 鳥居猛（幼少時代） 役
- 演技者。 「第5弾：REDRUM」（2002年、フジテレビ） - 岩本（幼少時代） 役
- よい子の味方〜新米保育士物語〜（2003年、日本テレビ） - 三田和彦 役
- 蒼のシテン（2003年、チューリップテレビ） - 主演・アキオ 役
- 茂七の事件簿3 ふしぎ草紙 第1話（2003年、NHK総合テレビ）
- 真実一路（2003年、東海テレビ） - 林田宗次郎（少年期） 役
- 楽園のつくりかた（2003年、NHK総合テレビ） - 主演・星野優 役
- 蒼のシテン〜もうひとつの物語〜（2004年、チューリップテレビ） - 主演・アキオ 役
- ジイジ〜孫といた夏〜（2004年、NHK総合テレビ） - 片岡すばる 役
- 4TEEN（2004年、WOWOW） - 主演・ナオト 役
- 蒼のシテン〜ひと夏のつぶやき〜（2005年、チューリップテレビ） - 主演・アキオ 役
- ジイジ2〜孫といた夏〜（2005年、NHK総合テレビ） - 片岡すばる 役
- Pinkの遺伝子 第11話（2005年、テレビ東京） - 有紀大介 役
- 妻は多重人格者（2006年、フジテレビ） - 矢島真 役
- 怨み屋本舗 第4話（2006年、テレビ東京） - 竹内コウ 役
- カクレカラクリ（2006年、TBSテレビ） - 風見太一 役
- 地獄少女 （2006年、日本テレビ） - 水島大地 役
- 仮面ライダー電王 第1話・第2話 （2007年、テレビ朝日） - テツオ 役
- 生徒諸君!（2007年、テレビ朝日） - 渡辺順 役
- 探偵学園Q 第4話・第5話（2007年、日本テレビ） - 富永雅士 役
- オトコマエ! 第3話・第4話（2008年、NHK総合テレビ） - 松吉 役
- ホカベン 第5話・第6話（2008年、日本テレビ） - 三池亮平 役
- ごくせん卒業スペシャル（2009年、日本テレビ） - 武藤一輝 役
- 連続ドラマ小説 木下部長とボク 第1話（2010年、読売テレビ） - 池田健 役
- 明日の光をつかめ 第1・3話（2010年、東海テレビ） - 蜘蛛の刺青の男 役
- ピースボート -Piece Vote- 第3話（2011年、日本テレビ）
- ティーンコート 第8・9話（2012年、日本テレビ） - 服部末次 役
- 世田谷駐在刑事（2012年、TBSテレビ） - 成田史也 役
- コドモ警察 第8話（2012年、毎日放送） - 五味 役
- 眠れる森の熟女 第5話 - 第9話（2012年、NHK総合テレビ） - 高岡和樹 役
- 実験刑事トトリ 第4話（2012年、NHK総合テレビ） - 黒田明 役
- 連続テレビ小説（NHK総合テレビ） 
  - こころ 第20話 - 第22話（2003年） - 晃 役
  - あまちゃん（2013年） - 若き日の菅原保 役
  - らんまん（2023年7月7日 - ）- 伊藤孝光 役[10]
- 東京バンドワゴン〜下町大家族物語 第2話（2013年、日本テレビ） - 会沢夏樹 役（2013年、NHK総合テレビ）
- 刑事吉永誠一 涙の事件簿 第4話（2013年、テレビ東京） - 西沢明 役
- よろず占い処 陰陽屋へようこそ 第5話（2013年、関西テレビ） - 牛島 祐輔 役
- ノーコン・キッド 〜ぼくらのゲーム史〜 第8話・第9話（2013年、テレビ東京） - ヤンキー 役
- かなたの子 第2話（2013年、WOWOW）
- 埋もれる（2014年、WOWOW） - 楠本和也 役
- トクボウ 警察庁特殊防犯課（2014年、読売テレビ） - 須藤俊一 役
- 僕らはみんな死んでいる♪ 第3話（2014年、TBSテレビ）
- ママとパパが生きる理由。（2014年、TBSテレビ） - 黒沢翔太 役
- ああ、ラブホテル 第2話（2014年、WOWOW） - 明利 役
- 太鼓持ちの達人〜正しい××のほめ方〜 第7話（2015年、テレビ東京） - 高木秀介 役
- ヤメゴク〜ヤクザやめて頂きます〜 第5話（2015年、TBSテレビ） - 野口大輝 役
- 松本清張ミステリー時代劇 第6話（2015年、BSジャパン） - 庄太 役
- ちゃんぽん食べたか 第5話（2015年、NHK総合テレビ） - 太田雄一 役
- 視覚探偵 日暮旅人（2015年11月20日、日本テレビ） - 朝井権 役
- ワカコ酒 Season2 第1話（2016年、BSジャパン） - 店員 役
- こえ恋（2016年7月9日 - 10月1日、テレビ東京） - 加賀谷優一 役[11]
- 年の瀬 変愛ドラマ「おっさんずラブ」 第3夜（2016年12月30日、テレビ朝日） - 長谷川幸也 役[12]
- 増山超能力師事務所 第7話（2017年2月16日、読売テレビ） - 宮田純一 役
- 笑う招き猫（2017年3月20日 - 4月17日、毎日放送・ 3月22日 - 4月12日、TBSテレビ） - 蔵前真吾 役
- 山本周五郎時代劇 武士の魂（2017年、BSジャパン） - 楢岡又三郎 役
- 司法教官・穂高美子（6）（2017年、テレビ朝日） - 高野鉄平 役
- 奥様は、取り扱い注意 第5話（2017年11月1日、日本テレビ） - 石森 役
- 名刺ゲーム（2017年12月3日 - 23日、WOWOW） - 松永累 役
- 我が家の問題 最終回（2018年2月25日、NHK BSプレミアム） - 木島直人 役
- 噂の女（2018年、テレビ東京） - 青木洋平 役
- 正義のセ（2018年、日本テレビ） - 中条秀成 役
- 絶対零度 〜未然犯罪潜入捜査〜（2018年、フジテレビ） - 阿部広樹 役
- マジムリ学園（2018年、日本テレビ） - 三番隊長・ドライ 役
- 江戸前の旬 第3話（2018年10月28日、テレビ大阪・BSテレ東） - 日高孝之 役
- パーフェクトクライム（2019年1月20日 - 3月24日、朝日放送テレビ） - 小野幸也 役[13]
- トレース〜科捜研の男〜 第8話（2019年2月25日、フジテレビ） - 根岸秀司 役
- 東京独身男子（2019年、テレビ朝日）
- 最上の名医2019（2019年10月2日、テレビ東京） ‐ 足立公彦 役
- 世にも奇妙な物語 '19秋の特別編 「コールドスリープ」（2019年11月9日、フジテレビ） - 藤田恭平 役[14]
- ニッポンノワール-刑事Yの反乱- 第5話 - 第9話（2019年11月10日 - 12月8日、日本テレビ） ‐ 陣内凪人 役
- アライブ がん専門医のカルテ 第9話（2020年3月5日、フジテレビ） - 小山内敬 役[15]
- 福岡恋愛白書15 消えない恋の花火（2020年3月27日、九州朝日放送） - 矢野拓馬 役
- 家政夫のミタゾノ 第4シリーズ第2話（2020年5月1日、テレビ朝日） - 後藤 役
- 美食探偵 明智五郎 第4話（2020年5月3日、日本テレビ） - 桐谷和宏 役
- 竜の道 二つの顔の復讐者 第3話 - 最終話（2020年8月11日 - 9月15日、関西テレビ） - 沖和紀 役
- 未解決の女 警視庁文書捜査官 season2 第5話（2020年9月3日、テレビ朝日） - 高村青斗 役
- あのコの夢を見たんです。 第7話（2020年11月14日、テレビ東京） - 田串 役
- 群青領域（2021年10月15日 - 12月24日、NHK総合テレビ）- 五十嵐拓真 役
- 神木隆之介の撮休 第1話（2022年1月7日、WOWOWプライム）
- 僕の大好きな妻!（2022年6月4日 - 7月23日、東海テレビ・フジテレビ） - 北山悟 役[16]
- 魔法のリノベ 第5話 - （2022年8月15日、フジテレビ） - 福山寅之介 役
- ぴーすおぶけーき（2022年10月26日 - 12月14日、日本テレビ） - 主演・上原則助 役[17]
- 美しい彼 シーズン2（2023年2月8日 - 3月1日、毎日放送・TBS） - 設楽克己 役[18]
- やわ男とカタ子（2023年8月7日 - 9月25日、テレビ東京） - 澤勇気 役[19]
- 家康と三成のスマホ（2023年9月5日 - 9月15日、NHK総合テレビ） - 大谷吉継 役
- 筋トレサラリーマン 中山筋太郎（2023年9月29日、読売テレビ）[20] - 杉田太一 役
  - 筋トレサラリーマン 中山筋太郎 第2弾（2024年3月28日、読売テレビ）[21]
  - 筋トレサラリーマン 中山筋太郎〜メリークリスマッスル編〜（2024年12月19日・26日〈予定〉、読売テレビ・日本テレビ）[22]
- 彼女と彼氏の明るい未来（2024年1月12日 - 2月23日、毎日放送） - タカヒロ 役[23]
- ナースが婚活（2024年1月12日 - 3月1日、テレビ東京） - 蒲生吾郎 役[24]
- 錦糸町パラダイス〜渋谷から一本〜（2024年7月13日 - 9月28日、テレビ東京） - 奥田一平 役[25]
- GO HOME〜警視庁身元不明人相談室〜　第8話（2024年9月14日、日本テレビ）　梶原真司 役
- オクトー 〜感情捜査官 心野朱梨〜 Season2 第3話（2024年10月17日、読売テレビ・日本テレビ系） - 染谷迅 役[26]
- 無能の鷹 第2話（2024年10月18日、テレビ朝日） - 鬼頭遥己 役[27]
- 大河ドラマ べらぼう〜蔦重栄華乃夢噺〜 第2回 -（2025年1月12日 - 、NHK総合テレビ） - 清水重好 役[28]
- 風のふく島 第2話（2025年1月18日、テレビ東京） - 遊大 役[29]
- 相続探偵（2025年1月25日 - 3月29日、日本テレビ） - 福士遥 役[30]
- 魔物 (마물)（2025年4月18日 - 6月13日、テレビ朝日） - 名田潤 役[31]
- スティンガース 警視庁おとり捜査検証室 第1話（2025年7月22日、フジテレビ） - トクリュウのE男 役[32]

### 配信ドラマ
- 裏切りの街（2016年、dTV配信） - 今井伸二 役
- &美少女 NEXT GIRL meets Tokyo 第6話（2017年5月10日、FOD） - フクシ 役
- 夫のちんぽが入らない（2019年3月20日配信、FOD・Netflix） - アリハラ 役
- VerifieR -立証者-（2019年08月23日配信、Rakuten TV） - 五十嵐和也 役[33]

### テレビアニメ
- ビジネスフィッシュ（2019年、クオン・東宝、TOKYO MX） - 海野ぶどう 役

### バラエティ
- あっぱれさんま大先生（1996年4月 - 2000年3月、フジテレビ） - レギュラー

### 映画
- ポッキー坂恋物語 かわいいひと（1998年） - ジュンの弟 役
- ランニングフリー（2001年） - 主演・鮫島力哉 役
- アイ・ラヴ・フレンズ（2001年） - 山科優太 役
- 赤い橋の下のぬるい水（2001年）
- Sound track（2002年） - 志音（幼少時代） 役
- ホ・ギ・ラ・ラ（2002年） - 主演・ヌラ 役
- ベースボールキッズ（2003年） - 主演・金田健一 役
- ROCKERS（2003年） - ガク（幼少時代） 役
- 下弦の月〜ラスト・クォーター（2004年） - 三浦正輝 役
- 青いうた〜のど自慢 青春編〜（2006年） - 主演・沢口俊介 役
- 包帯クラブ（2007年） - 騎馬競介 役
- スーパーカブ（2008年） - 大沢真治 役
- 愛のむきだし（2008年）
- 今度の日曜日に（2008年）
- ごくせん THE MOVIE（2009年） - 武藤一輝 役
- 携帯彼氏（2009年） - 金田正敏 役
- ヒーローショー（2010年） - ヒロト 役
- ガチバンMAX（2010年）
- GANTZ（2011年） - 稲森貴史 役
- 水銀柱の恋（2011年）
- Abed〜二十歳の恋 第3話「朱美」（2011年） - アタル 役
- ネイキッドボーイズショートムービーvol.1「最後のつぶやき」（2011年） - 主演・河合正敏 役
- 忍たま乱太郎（2011年） - 立花仙蔵 役
- 極道めし（2011年） - 相田俊介 役
- ハードロマンチッカー（2011年） - パク・ヨンオの弟 役
- 11・25自決の日 三島由紀夫と若者たち（2012年） - 遠藤秀明 役
- 東京無印女子物語（2012年） - 早瀬むねのり 役
- 桐島、部活やめるってよ（2012年） - 寺島竜汰 役
- るろうに剣心（2012年） - 水島 役
- ハイザイ〜神さまの言うとおり〜（2012年） - 原沢悠太 役
- 図書館戦争（2013年）
- 竜宮、暁のきみ（2013年） - 浪越正彦 役
- ジンクス!!!（2013年） - 松坂隼人 役
- ノー・ヴォイス（2013年） - 久世郁也 役
- 東京難民（2014年） - 俊 役
- 若手映画作家育成プロジェクト「ミチずレ」（2014年） - 鬼頭 役
- 放課後たち「ロリータなんて」（2014年） - 橘涼太 役
- 闇金ウシジマくん Part2（2014年） - ナオキ 役
- MONSTERZ モンスターズ（2014年） - ジュン 役
- 女子ーズ（2014年）
- [[スイートプールサイド#映画|]]（2014年） - 二宮先輩 役
- ホットロード（2014年） - リチャード 役
- 日々ロック（2014年） - 新庄 役
- 娚の一生（2015年2月14日） - 友生貴広 役
- なつやすみの巨匠（2015年3月29日） - 佐古晃 役
- 天空の蜂（2015年9月12日）- 関根福井県警捜査一課刑事 役[34]
- 次男と次女の物語（2016年） - 田辺雄一 役
- 裏切りの街（2016年） - 今井伸二 役
- アズミ・ハルコは行方不明（2016年12月3日、ファントム・フィルム） - 川本 役[35]
- RANMARU 神の舌を持つ男（2016年12月3日） - ワカ 役
- 花芯（2016年）
- 笑う招き猫（2017年4月29日） - 蔵前真吾 役
- リンキング・ラブ（2017年10月28日） - 牛尾貴文 役
- 全員死刑（2017年11月18日） - 吉田カツユキ 役
- ROKUROKU（2018年）
- 素敵なダイナマイトスキャンダル（2018年） - 青島 役
- 台湾より愛をこめて（2018年） - 光一 役
- 私の人生なのに（2018年） - 誉田哲二 役
- 歩けない僕らは（2018年）
- 走れ!T校バスケット部 - 岡田 役
- AWAKE（2020年） - 磯野 役[36]
- FUNNY BUNNY（2021年4月29日、FUNNY BUNNY製作委員会） - 菊池広重 役[37]
- ヒノマルソウル〜舞台裏の英雄たち〜（2021年6月18日、東宝） - 葛西紀明 役
- 背中（2022年10月29日） - アカツキ 役
- 劇場版 美しい彼〜eternal〜（2023年4月7日） - 設楽克己 役[38]
- 魔女の香水（2023年6月16日） - 杉斗 役[39]
- Gメン（2023年8月25日） - 友則 役[40]
- 鯨の骨（2023年10月13日） - 主演・間宮 役（あのとダブル主演）[41]
- 不死身ラヴァーズ（2024年5月10日） [42]
- チャチャ（2024年10月11日） - 大下 役[43][44]

### オリジナルビデオ
- ブラック・エンジェルズ（2010年） - 主演・雪藤洋二 役

### ドラマCD
- ラグーンエンジン（2003年、ビクター） - 等軍焔 役

### 舞台
- ハマリマン（2010年）
- 華鬼 再演（2011年） - 堀川響 役
- シャッフル 再演（2011年） - 戸辺コウヘイ 役
- 龍馬がいっぱい（2012年）
- ふらちな侍（2013年）
- テングメン（2014年）
- サヨナラ・サイキック・オーケストラ（2015年）
- 家庭内失踪（2016年） - 多田 役 [45]
- 業者を待ちながら（2019年）- 和田現 役
- 脳ミソぐちゃぐちゃの、あわわわーで、褐色の汁が垂れる。（2020年） - 大河内大和 役
- サンソンールイ16世の首を刎ねた男ー（2021年） - ナポリオーネ・ブオナパルテ 役
- コントと音楽 vol.03「くたばるものかよ」（2021年10月15日 - 23日、コットンクラブ） [46]
- コントと音楽 vol.04「今度こそ、愛だ」（2022年9月16日 - 25日、コットンクラブ） [47]
- ぴーすおぶけーき（2023年1月20日 - 29日、天王洲 銀河劇場） - 主演・上原則助 役[48]
- サンソン －ルイ16世の首を刎ねた男－（2023年4月 - 5月）
- あのよこのよ（2024年4月8日 - 29日、PARCO劇場 / 5月3日 - 10日、東大阪市文化創造館 Dream House 大ホール）[49]
- たもつん（2025年5月16日・17日〈予定〉、IMM THEATER） - やべ先輩 役[50][51]

### CM
- ハウス食品 『バーモントカレー』（1999年）
- 任天堂
  - 『マリオパーティ2』（1999年）
  - 『メトロイド ドレッド』（2021年）[52]
- 中部電力 「私はめだか」編（1999年）
- ローソン Loppi（2000年）
- NTTドコモ四国（2001年）
- 小林製薬 『ラナケインS』（2001年 - 2002年）
- 佐鳴予備校（2003年）
- ベネッセコーポレーション 『進研ゼミ中高一貫講座』（2005年）
- ネクソンジャパン 『メイプルストーリー』「告白」編（2006年）
- ヒト・コミュニケーションズ 「HOPE」編（2011年）
- ドラゴンクエストウォーク 3周年WEBCM「特級職」「メタルキング登場」「巨大なりゅうおう」「ギャンブラーりゅうおう」「WALK in クローゼット」編（2022年）

### ミュージックビデオ
- JYONGRI「Hop, Step, Jump!」（2007年）
- FUNKY MONKEY BABYS「希望の唄」（2008年）
- スチャダラパー feat. TOKYO No.1 SOUL SET「NEVER ENDING BEATS」（2010年）
- クリープハイプ「エロ/二十九、三十」（2014年）
- TUBE
  - いまさらサーフサイド（2015年4月8日）
  - SUMMER TIME（2015年6月2日）
  - TONIGHT（2015年10月7日）[53]
- ストレイテナー「吉祥寺」（2019年）
- 空音「どうせ、愛だ」（2020年）
- フレンズ (バンド) 「約束」（2021年）

### 雑誌
- ピチレモン（学研パブリッシング） ※メンズモデル

### ラジオドラマ
- FMシアター（NHK-FM）
  - あいちゃんは幻（2016年1月30日）[54]
  - 最後の一人になるために（2018年10月27日）[55]
  - ごらん、花々の彩りを（2019年5月25日） - 小島宇一 役[56]
  - 決められない松田、おすすめの一本（2022年5月21日） - 松田大智 役[57]
- 百田夏菜子とラジオドラマのせかい（2022年7月1日 - 29日、ニッポン放送） - マンスリーゲスト[58]
- 青春アドベンチャー シャドー81（2023年4月3日 - 14日、NHK-FM） - グラント・フィールディング 役[59]